# Seffner (Florida)
Seffner es un lugar designado por el censo ubicado en el condado de Hillsborough en el estado estadounidense de Florida. En el Censo de 2010 tenía una población de 7.579 habitantes y una densidad poblacional de 770,48 personas por km².

## Geografía
Seffner se encuentra ubicado en las coordenadas 27°59′50″N 82°16′24″O / 27.99722, -82.27333. Según la Oficina del Censo de los Estados Unidos, Seffner tiene una superficie total de 9.84 km², de la cual 9.31 km² corresponden a tierra firme y (5.34%) 0.53 km² es agua.

## Demografía
Según el censo de 2010, había 7.579 personas residiendo en Seffner. La densidad de población era de 770,48 hab./km². De los 7.579 habitantes, Seffner estaba compuesto por el 76.5% blancos, el 13.23% eran afroamericanos, el 0.47% eran amerindios, el 3.81% eran asiáticos, el 0.03% eran isleños del Pacífico, el 3.23% eran de otras razas y el 2.72% pertenecían a dos o más razas. Del total de la población el 15.87% eran hispanos o latinos de cualquier raza.